# Sisè govern del Consell del País Valencià
El sisè govern del Consell del País Valencià fou el gabinet executiu esdevingut després de la remodelació efectuada l'1 d'octubre de 1980 al si del govern valencià en l'etapa preautonòmica sota la presidència d'Enric Monsonís i Domingo (UCD).

## Composició[1]
| Presidència              | Partit |
| ------------------------ | ------ |
| Enric Monsonís i Domingo |        |

| Conselleria                                 | Conseller                | Partit |
| ------------------------------------------- | ------------------------ | ------ |
| Conselleria d'Economia i Hisenda            | Enric Monsonís i Domingo |        |
| Conselleria d'Interior                      | Enric Monsonís i Domingo |        |
| Conselleria de Treball                      | Enric Monsonís i Domingo |        |
| Conselleria d'Educació i Cultura            | Josep Peris Soler        |        |
| Conselleria de Sanitat i Seguretat Social   | Josep Peris Soler        |        |
| Conselleria d'Obres Públiques i Urbanisme   | Josep Lluís Sorribes Mur |        |
| Conselleria de Turisme                      | Josep Lluís Sorribes Mur |        |
| Conselleria de Transports i Benestar Social | Josep Lluís Sorribes Mur |        |
| Conselleria d'Indústria i Comerç            | Leonardo Ramón Sales     |        |
| Conselleria d'Agricultura                   | Leonardo Ramón Sales     |        |